# Гідравлічний інтегратор
Гідравлічний інтегратор — аналоговий комп'ютер, призначений для розв'язування диференціальних рівнянь, дія якого ґрунтується на протіканні води. Створений у 1936 році В. С. Лук'яновим.
Об'єм зібраної в посудині рідини є інтегралом від функції, яка описує надходження рідини в цю посудину. Якщо забезпечити посудину шкалою, проградуйованою, наприклад, в одиницях об'єму, то виходить найпростіший інтегратор об'ємної витрати рідини. Ще в античні часи винайдено клепсидру, що вимірює проміжки часу на основі кількості води, яка перетікає.
Перші екземпляри інтеграторів Лук'янова були експериментальними, робилися з жерсті і скляних трубок, і кожен інтегратор міг використовуватись для розв'язання тільки однієї задачі.
У 1930-ті роки це була єдина в СРСР обчислювальна машина для розв'язування диференціальних рівнянь у часткових похідних.
У 1941 році Лук'янов створив гідравлічний інтегратор модульної конструкції, який дозволяв зібрати машину для розв'язування різноманітних задач. Сконструйовано двовимірний і тривимірний гідроінтегратори.
У 1949—1955 роках в НДІ лічильних машин розроблено інтегратор у вигляді стандартних уніфікованих блоків. У 1955 році на Рязанському заводі лічильно-аналітичних машин почався серійний випуск інтеграторів із заводською маркою «ІГЛ» (інтегратор гідравлічний системи Лук'янова). Інтегратори набули поширення, постачались у Чехословаччину, Польщу, Болгарію і Китай. За їх допомогою проведено розрахунки проєктів Каракумського каналу в 1940-x роках, будівництва БАМу в 1970-х роках. Гідроінтегратори використовувалися в геології, шахтобудуванні, металургії, ракетобудуванні та інших галузях.
Подібні пристрої застосовувалися в багатьох організаціях і використовувалися до середини 1980-х років.
Зараз два гідроінтегратори Лук'янова зберігаються в Москві у Політехнічному музеї.